# 明治通り (福岡市)

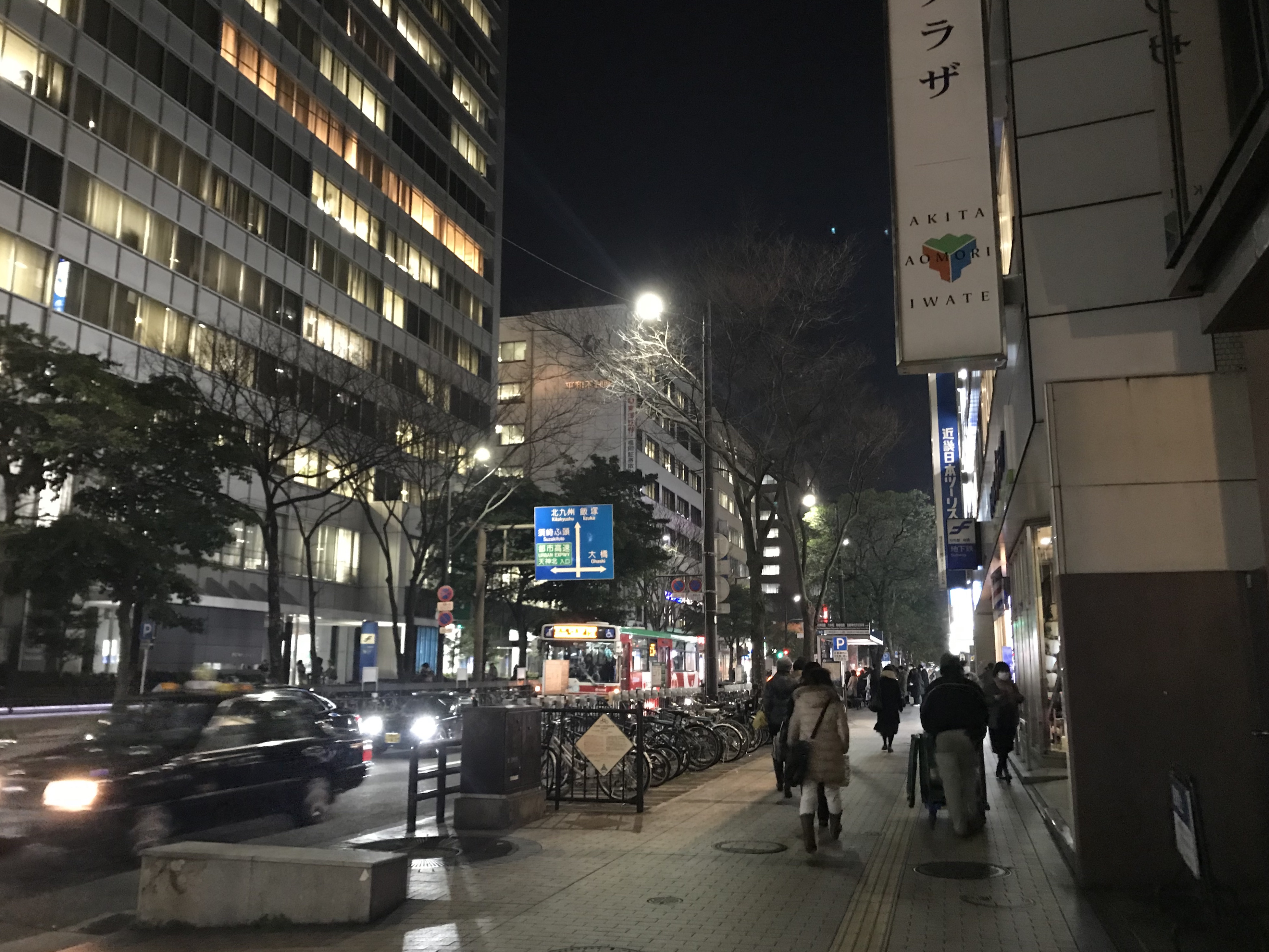
明治通り

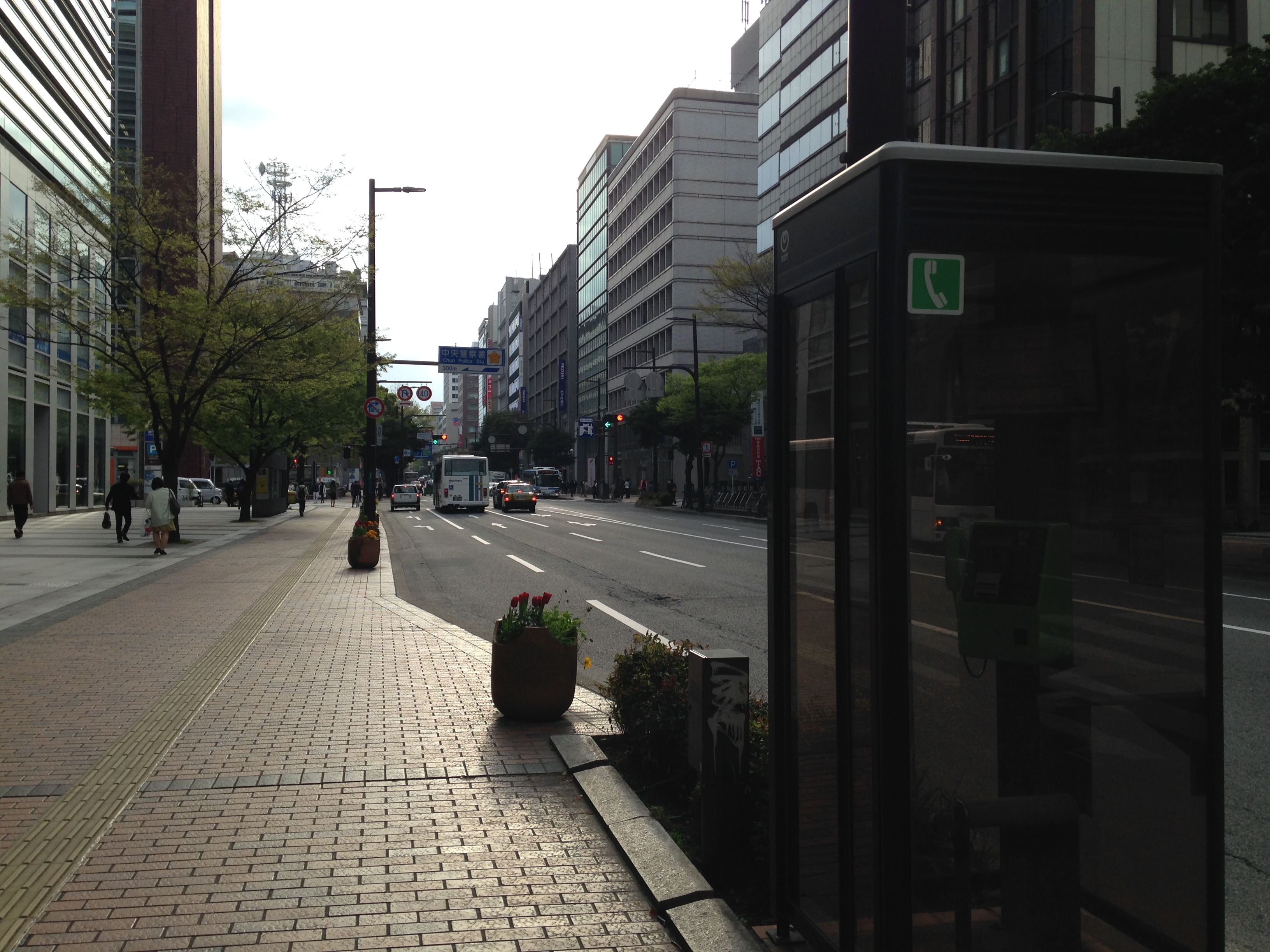
アクロス福岡前を通る明治通り

明治通り（、ローマ字表記: Meiji Dōri）は、福岡県福岡市博多区千代2丁目交差点（東大橋東詰）から西区小戸西交差点までの福岡市道千代今宿線10.2キロメートル (km) に付けられた福岡市道路愛称である。

## 概要
市道千代今宿線（千代二丁目交差点 - 今宿交差点）はその全区間が国道202号から市道に降格したものであり、明治通りは同市道の前述の一部区間となる。福岡市の東西を走る大動脈で、周辺には商業ビルやオフィスビル、公共施設などが立ち並んでいる。昭和40年代までは、道路の中心を路面電車である西鉄福岡市内線の貫線（貫通線、路線は九大前 - 姪の浜）が走っていたが、1975年に廃止された。現在は明治通りの一部（千代県庁口駅 - 室見駅辺り）の地下に福岡市地下鉄空港線、箱崎線が走っている。
中央区荒戸から博多区東公園までの区間は「東西軸トランジットモール」と呼ばれる官庁街・オフィス街を走る延長約4.0 kmのトランジットモールで、路面電車が走っていた場所を車道空間に利用して幅の広い歩道を確保し、多くの植栽とカラーペイブメントによる歩行者空間作りにより、幹線道路における歩行者と自動車の共存を図りながら、"木陰の散歩道"づくりを行ったものである。この区間は、1987年（昭和62年）8月10日の道の日に、旧建設省と「道の日」実行委員会により制定された「日本の道100選」にも選ばれている。
車線数は、荒戸交差点 - 西新交差点間が中央分離帯ありの片側3車線、姪浜5丁目交差点 - 小戸西交差点が片側1車線（対面通行）、それ以外の区間が中央分離帯なしの片側2車線である。荒戸交差点以東は天神・中洲の中心部を貫通するルートを取っているが、荒戸交差点から分岐して北側を並行して走る昭和通りが中央分離帯ありの片側3 - 4車線で整備されており、バイパスの役割を果たしている。
中洲から赤坂にかけては福岡銀行本店をはじめ、都市銀行を含む各種銀行や証券会社の支店、福岡県をのぞく九州・沖縄・山口県に本社を置く放送局の福岡支社が集積する。
また、呉服町付近から舞鶴公園付近まで、福岡ソフトバンクホークスが優勝した年に行う優勝パレードのコースとなっている。

## 愛称の由来
道路の大部分が明治末期に整備されており、並行して走る「昭和通り」が建設時の元号に因んで命名されたことと同様、建設時の元号に因む（1989年の福岡市制施行100周年を記念した道路愛称事業により制定）。

## 地理

### 通過する自治体
福岡県福岡市（博多区 - 中央区 - 早良区 - 西区）

### 交差する道路
※（　）内は接続する交差点等
| 交差する道路 北←〈明治通り〉→南       | 交差する道路 北←〈明治通り〉→南      | 交差する場所   | 交差する場所 |
| ------------------------------------- | ------------------------------------ | -------------- | ------------ |
| 県道607号福岡篠栗線 篠栗・粕屋方面    |                                      |                |              |
| 国道3号                               | 国道3号                              | 千代二丁目     | 博多区       |
| 〈大博通り〉 県道44号博多港線         | 〈大博通り〉 県道43号博多停車場線    | 呉服町         | 博多区       |
| -                                     | 県道553号東光寺竹下春吉線            | 水上公園       | 中央区       |
| 県道554号須崎天神線                   | -                                    | アクロス福岡前 | 中央区       |
| 〈渡辺通り〉 県道602号後野福岡線      | 〈渡辺通り〉 県道602号後野福岡線     | 天神           | 中央区       |
| （〈親不孝通り〉方面 市道舞鶴薬院線） | 〈天神西通り〉 市道舞鶴薬院線        | 天神西         | 中央区       |
| 〈大正通り〉                          | 〈大正通り〉                         | 赤坂           | 中央区       |
| ↖ 〈昭和通り〉                        | -                                    | 荒戸           | 中央区       |
| 県道556号谷荒戸線                     | -                                    | 西公園入口     | 中央区       |
| 〈黒門川通り〉                        |                                      | 黒門橋         | 中央区       |
| 〈ホークスとうじん通り〉              | 県道557号東油山唐人線                | 唐人町西       | 中央区       |
|                                       | 〈城南線〉                           | 西新           | 早良区       |
| 〈サザエさん通り〉                    | 〈早良街道〉                         | 脇山口         | 早良区       |
|                                       | 〈原通り〉 県道558号内野次郎丸弥生線 | 早良口         | 早良区       |
| 〈愛宕通り〉                          | 〈愛宕通り〉                         | 愛宕           | 西区         |
| -                                     | 県道521号姪浜停車場線                | 姪浜駅北口     | 西区         |
| 県道560号都地姪浜線                   | 〈姪浜大通り〉 県道560号都地姪浜線   | 姪浜5丁目      | 西区         |
| 〈マリナ通り〉                        | 〈下山門通り〉 県道560号都地姪浜線   | 小戸西         | 西区         |
| 〈唐津街道〉 唐津・糸島方面           |                                      |                |              |

明治通りの写真
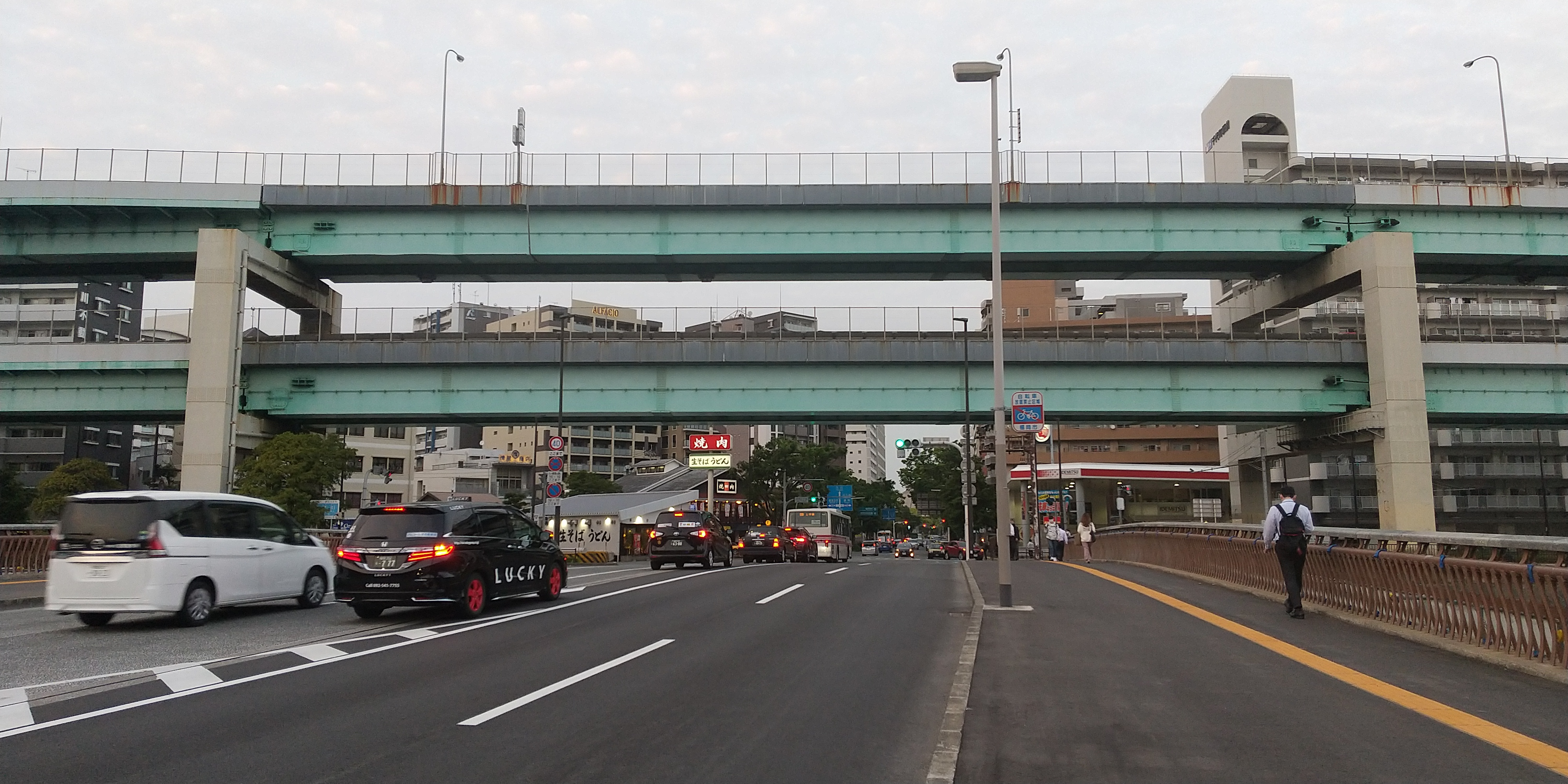
明治通り（千代二丁目交差点付近、御笠川上の東大橋より、博多区）
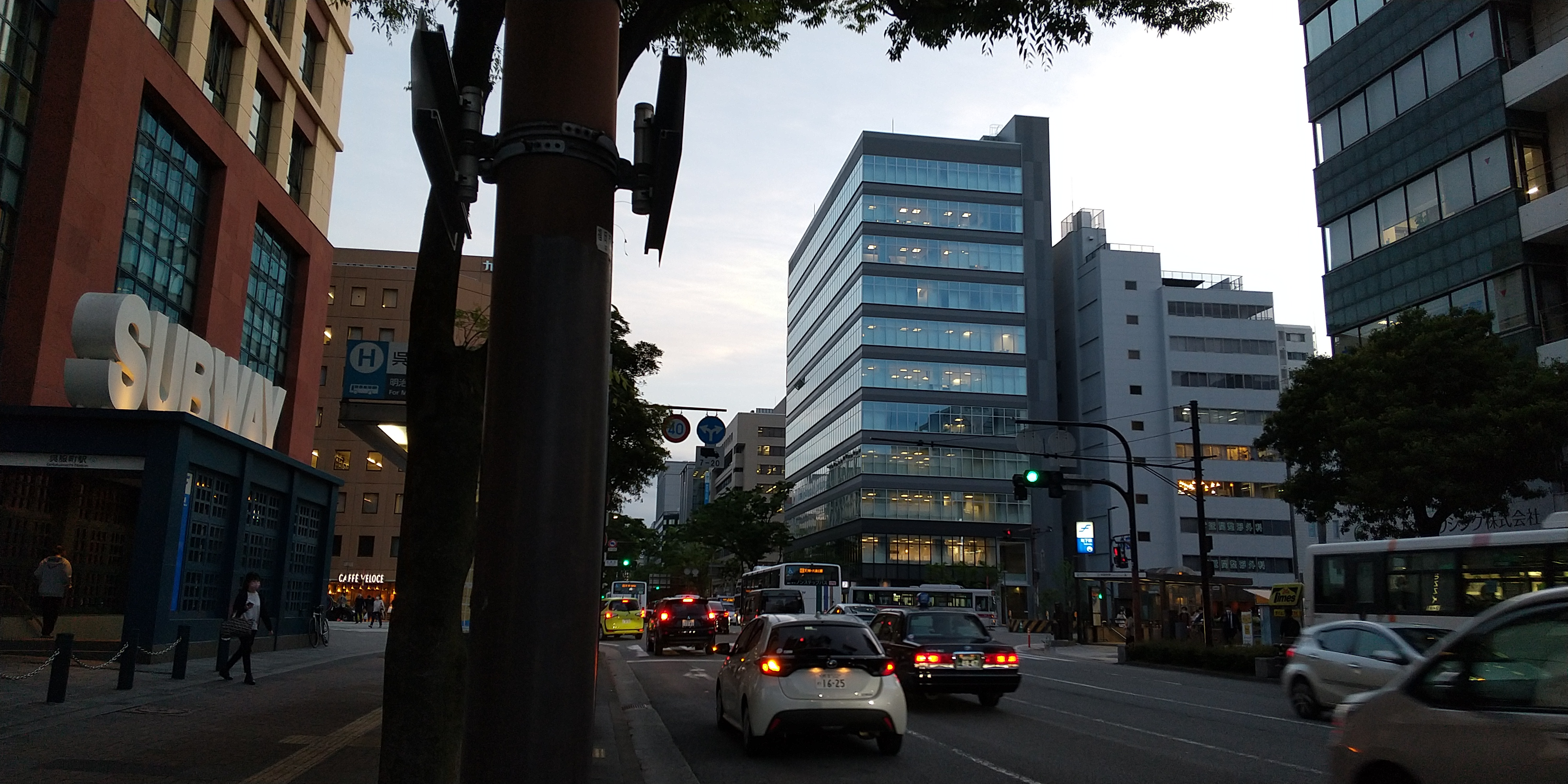
明治通り（呉服町交差点付近）
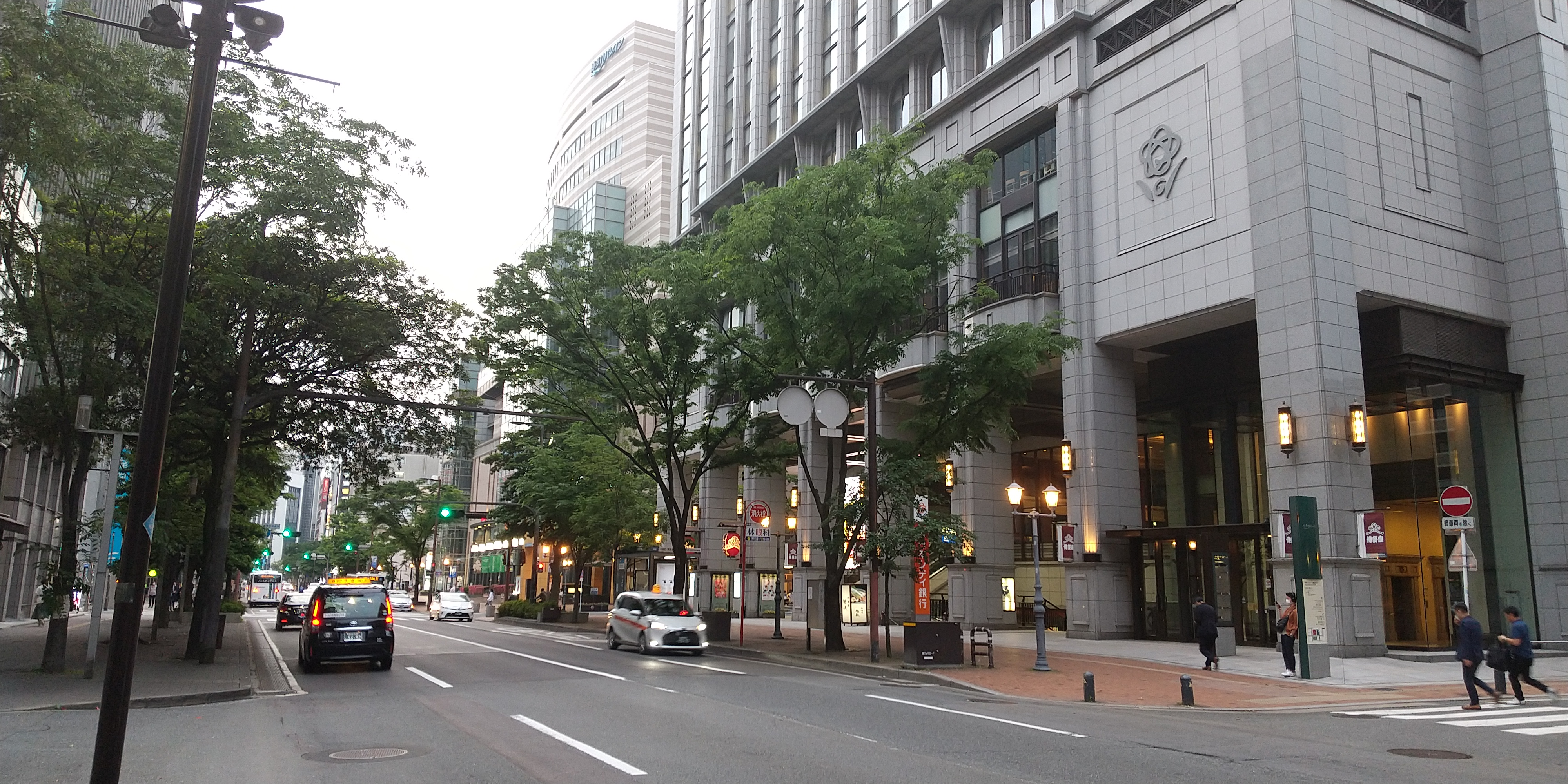
明治通り（博多座付近）
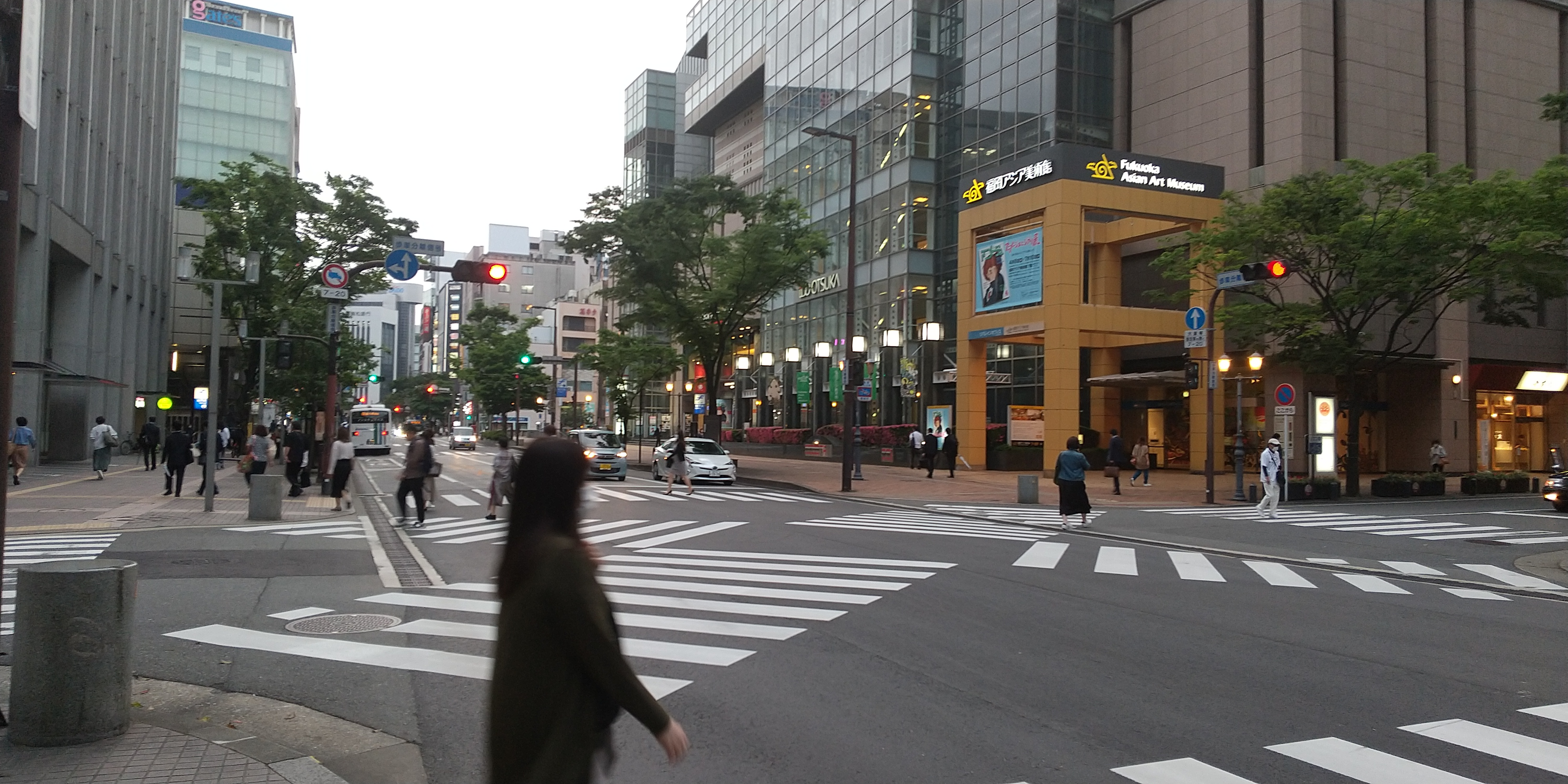
明治通り（博多リバレイン付近）
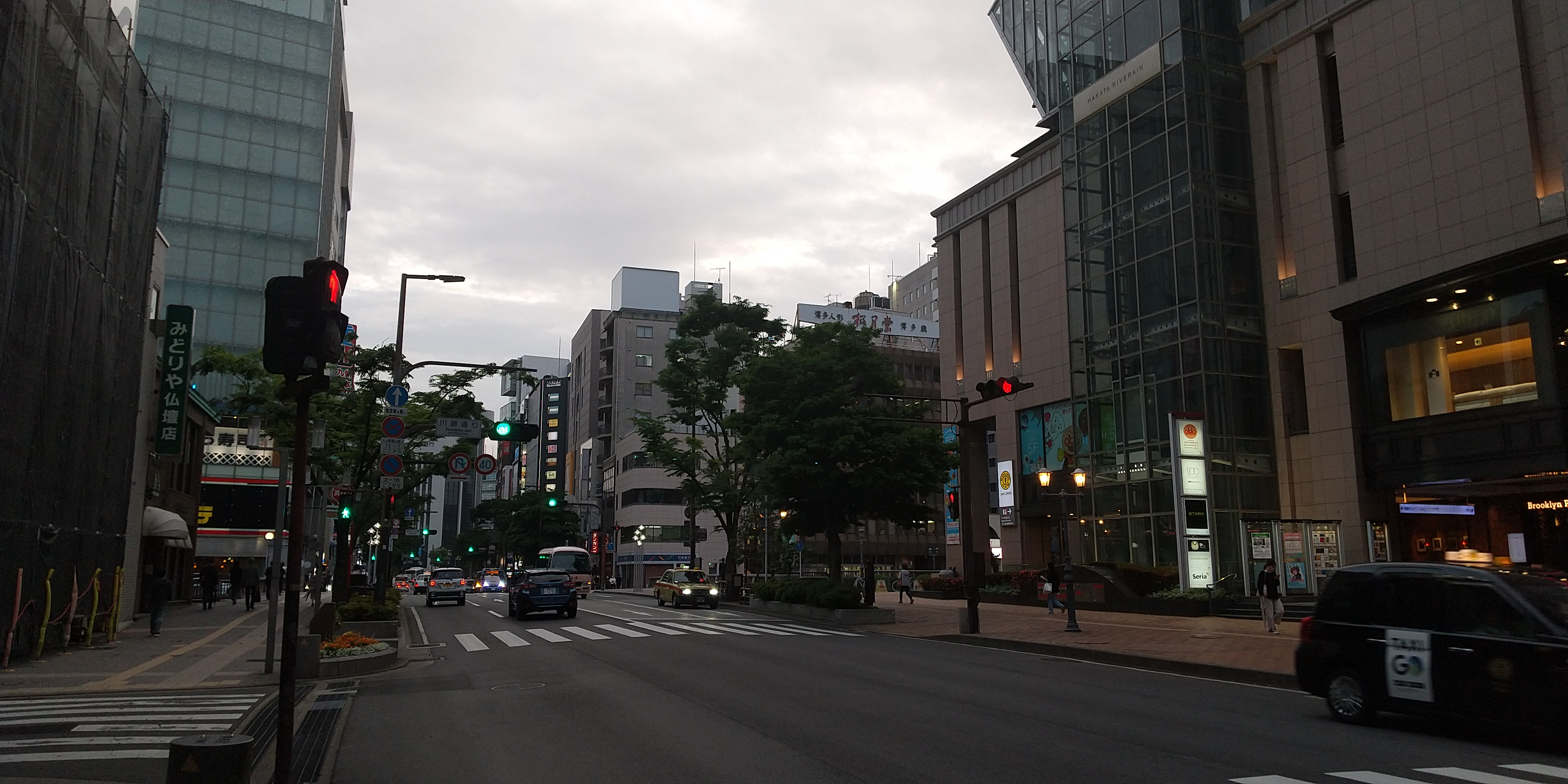
明治通り（川端通り交差点付近）
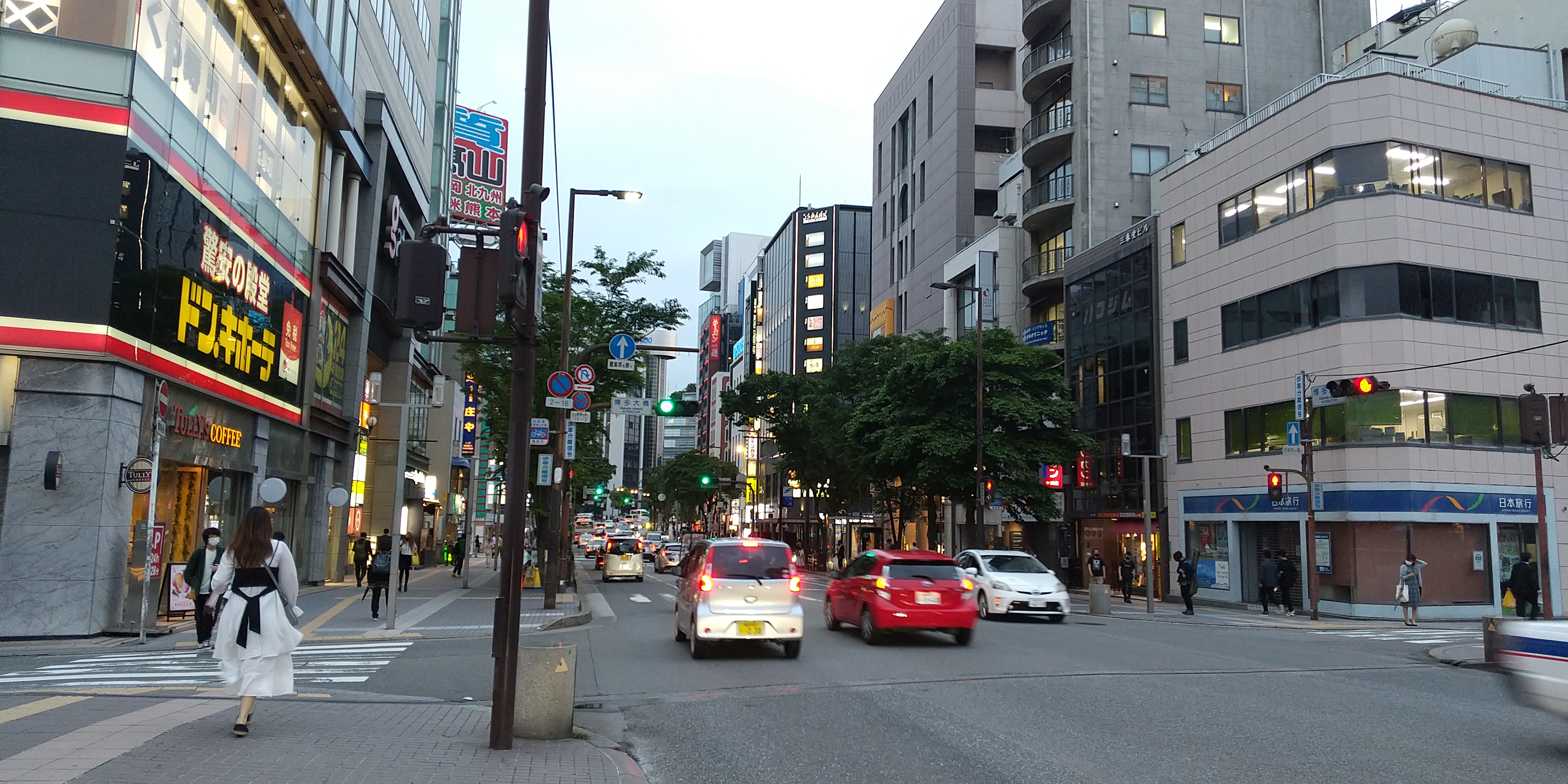
明治通り（博多大橋交差点付近）
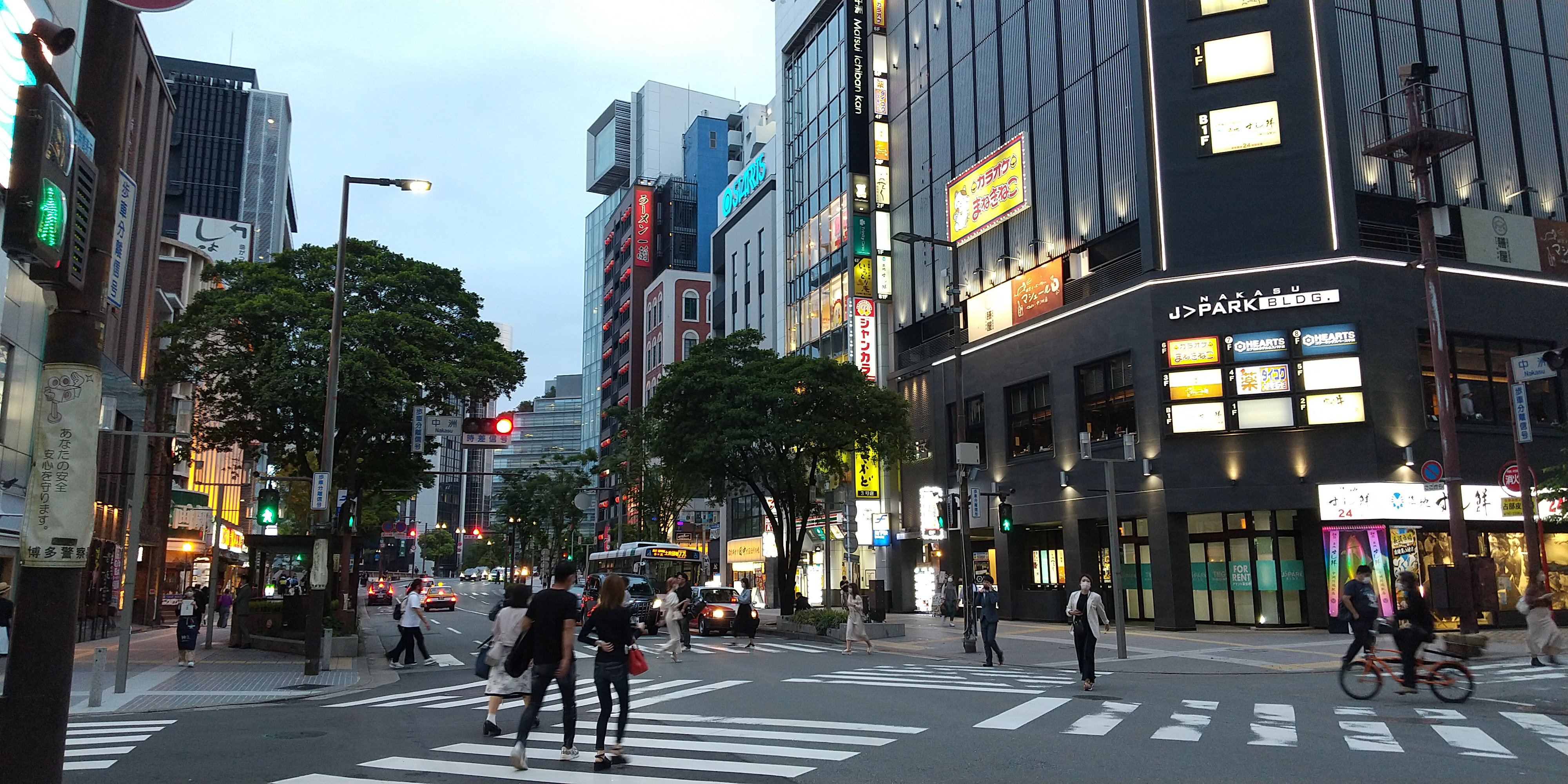
明治通り（中洲交差点付近）
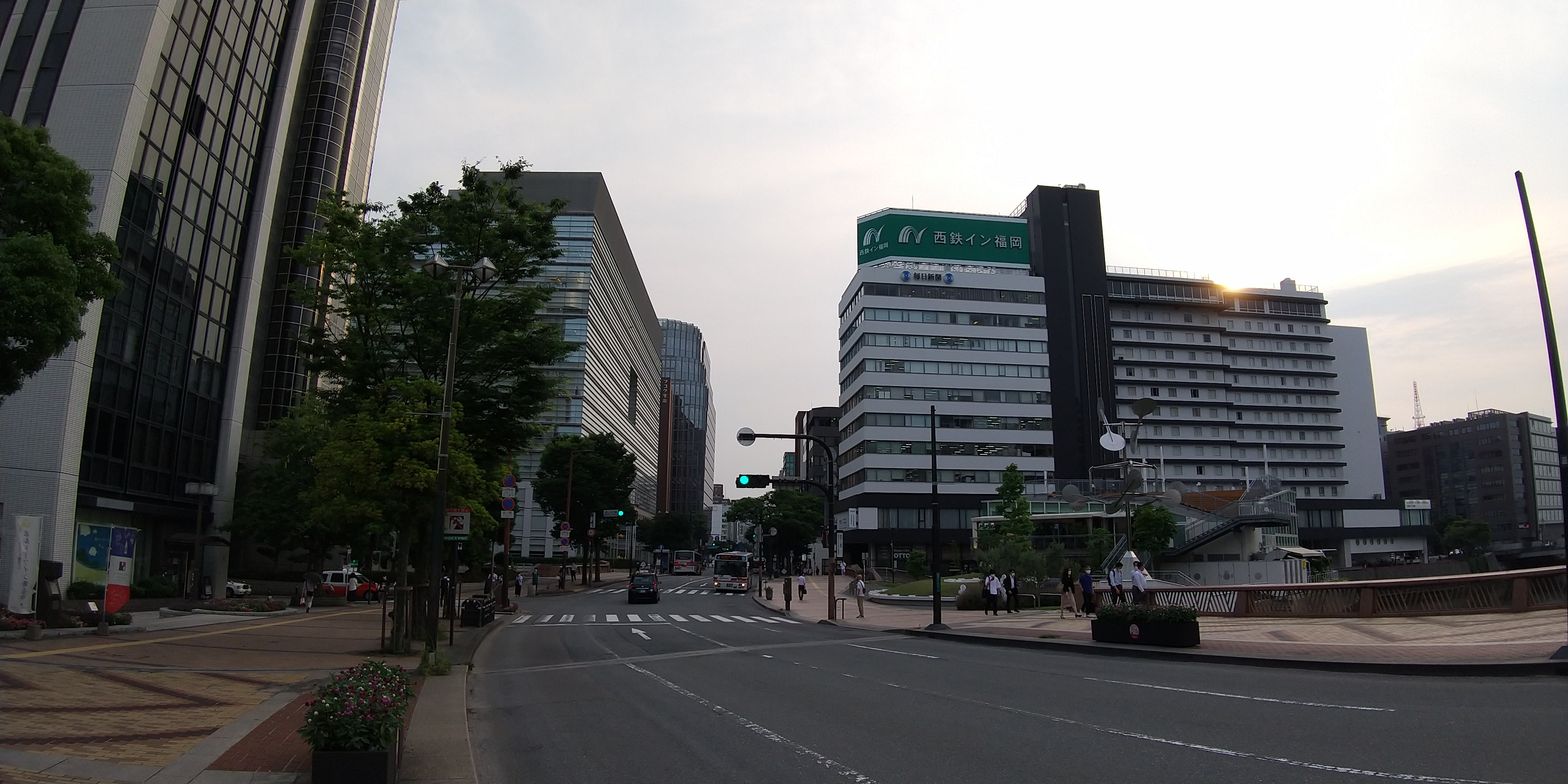
明治通り(水上公園交差点付近、中央区）
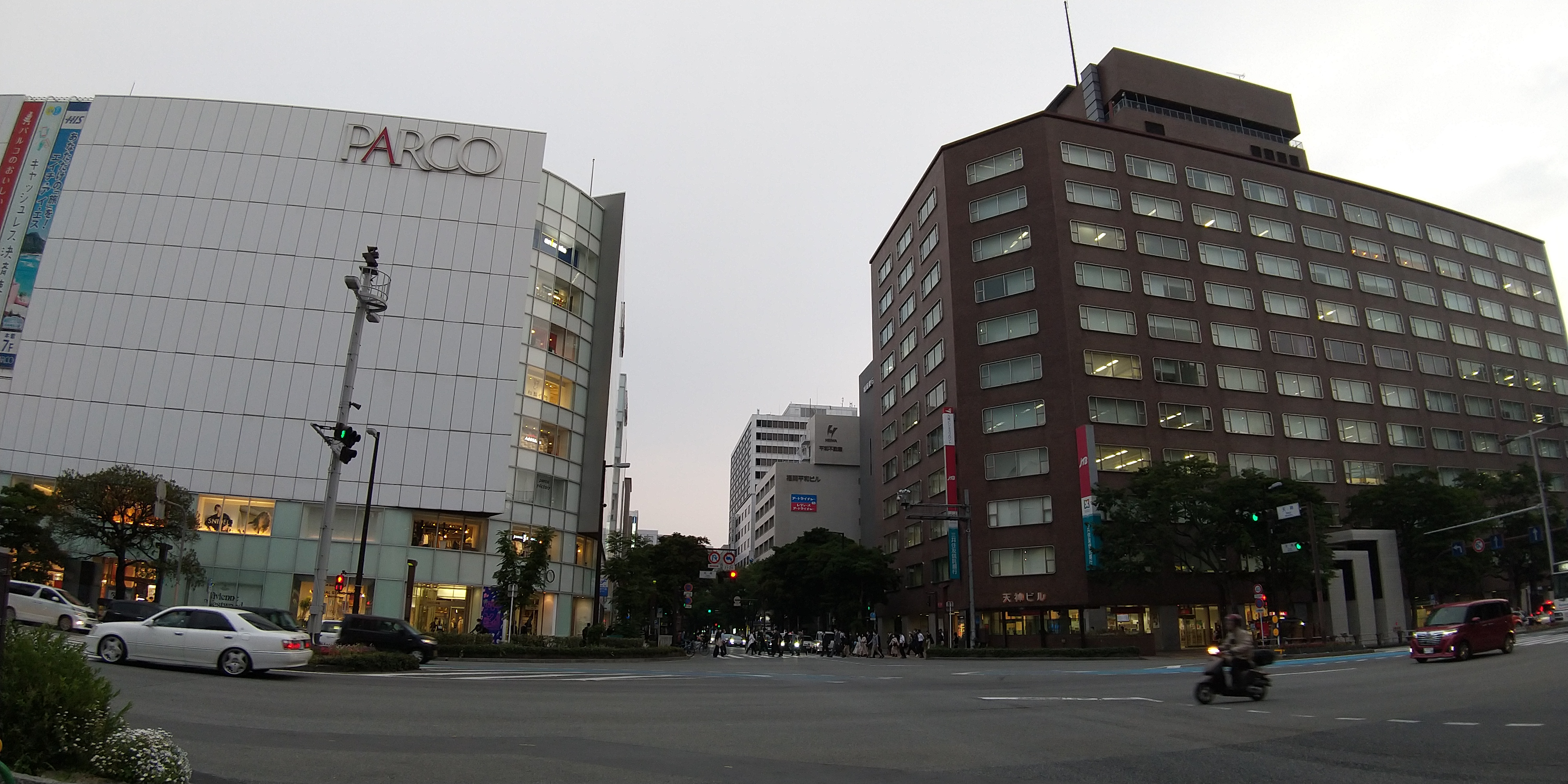
明治通り（天神交差点付近）
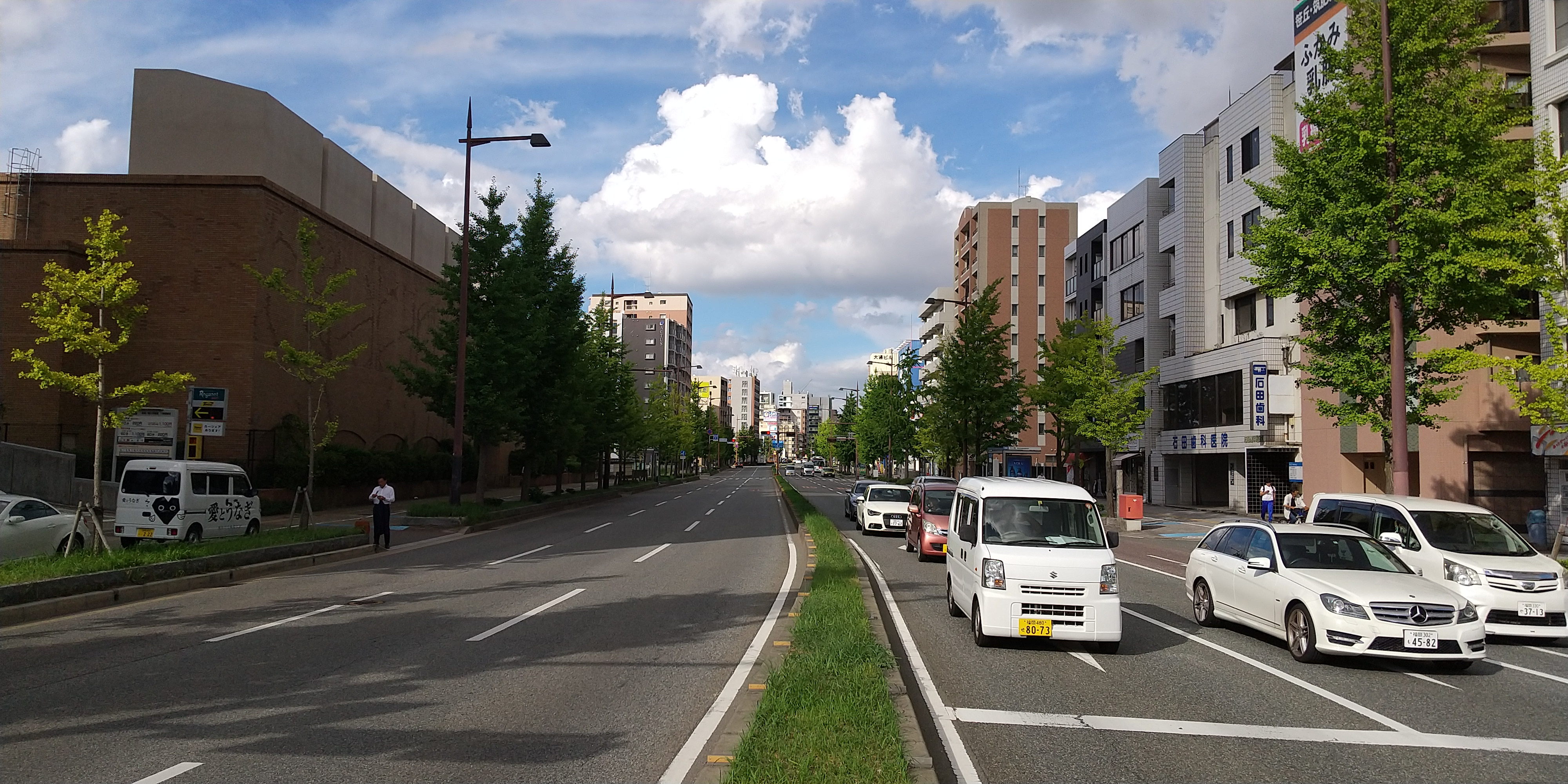
明治通り（新今川橋東交差点付近、中央区、左：地行、右：今川）
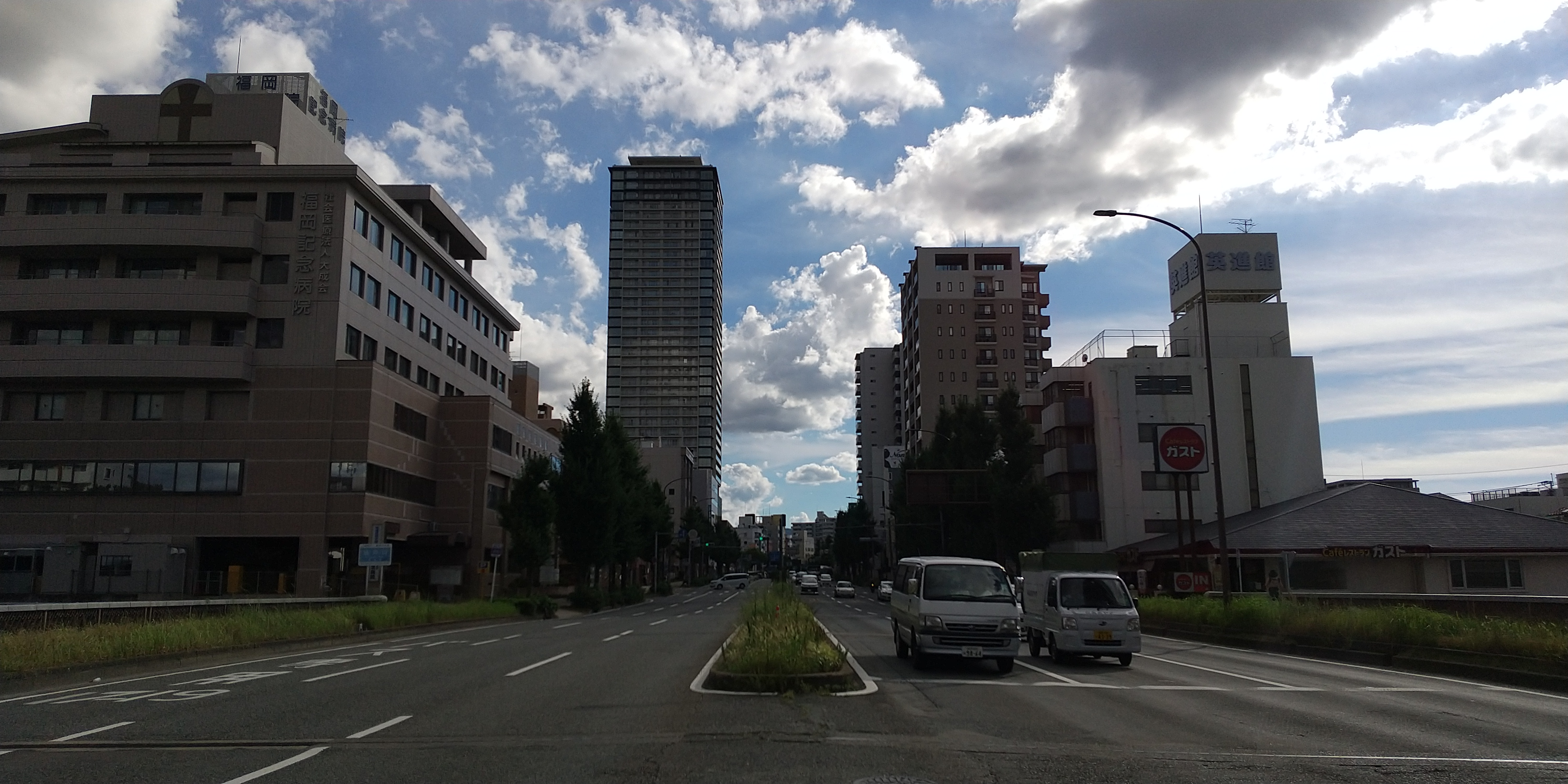
明治通り（新今川橋東交差点付近、早良区西新）
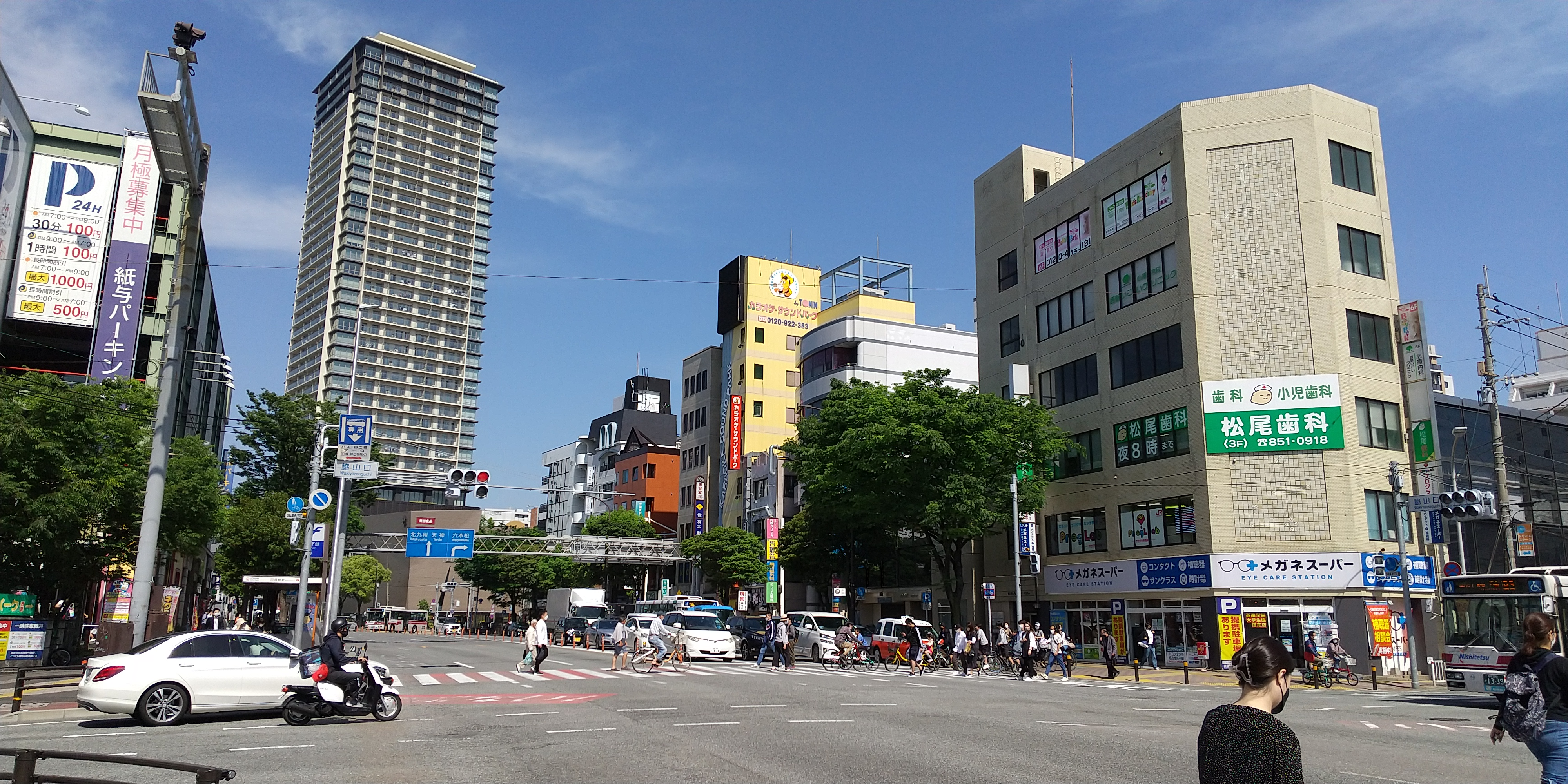
明治通り（脇山口交差点付近）
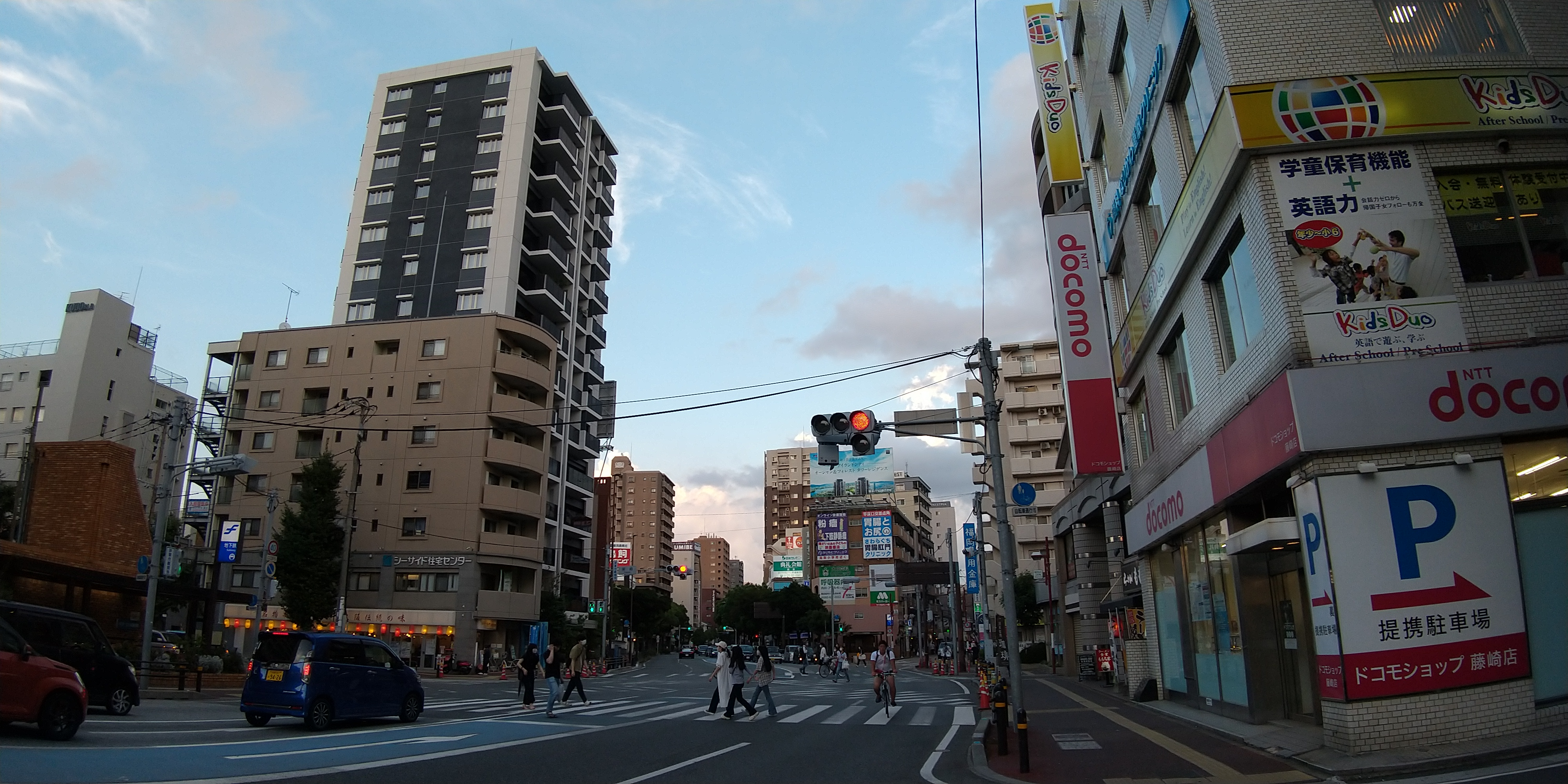
明治通り（藤崎交差点付近、左：百道、右：高取）
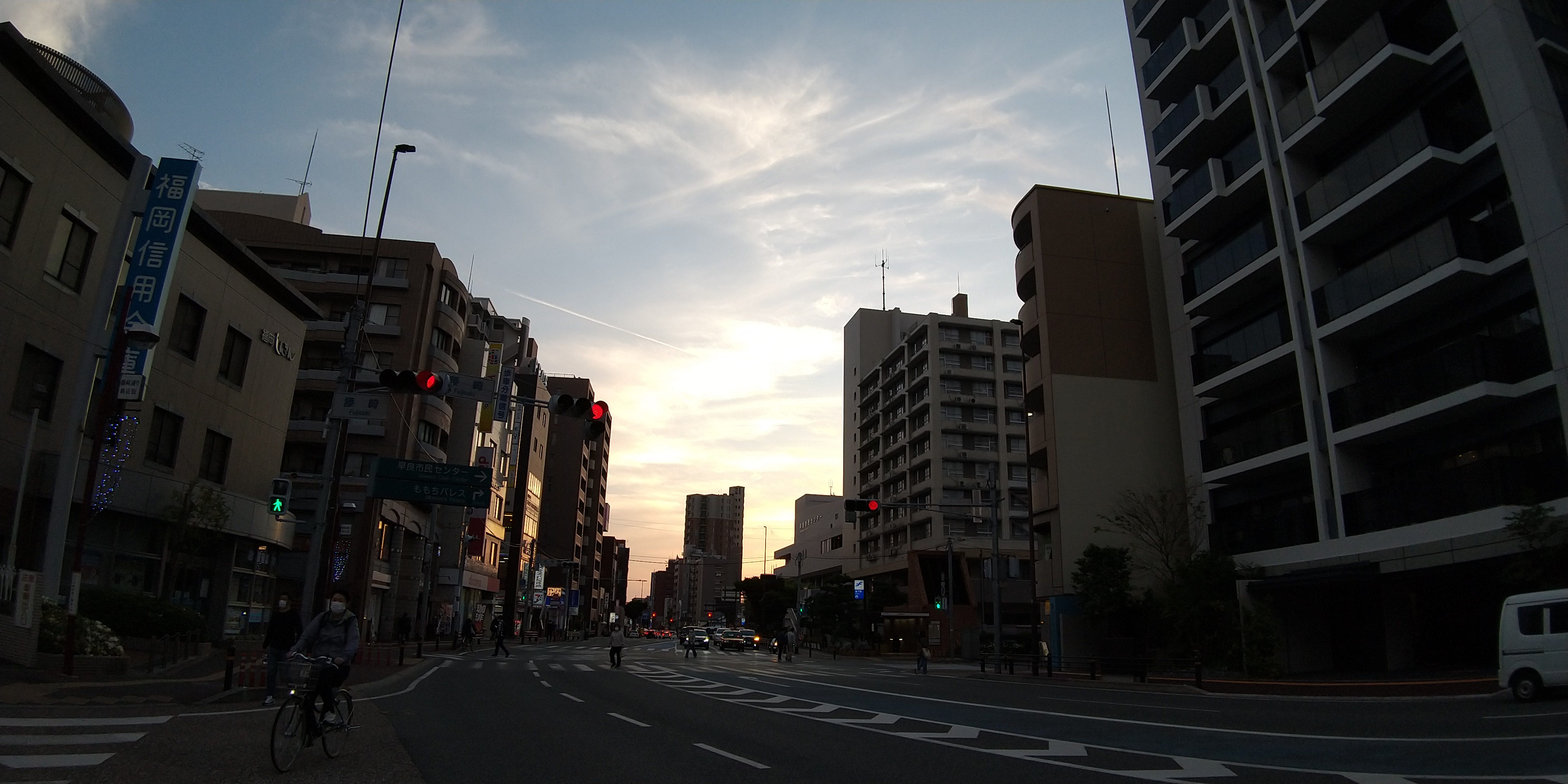
明治通り（藤崎交差点付近、左：高取及び藤崎、右：百道）
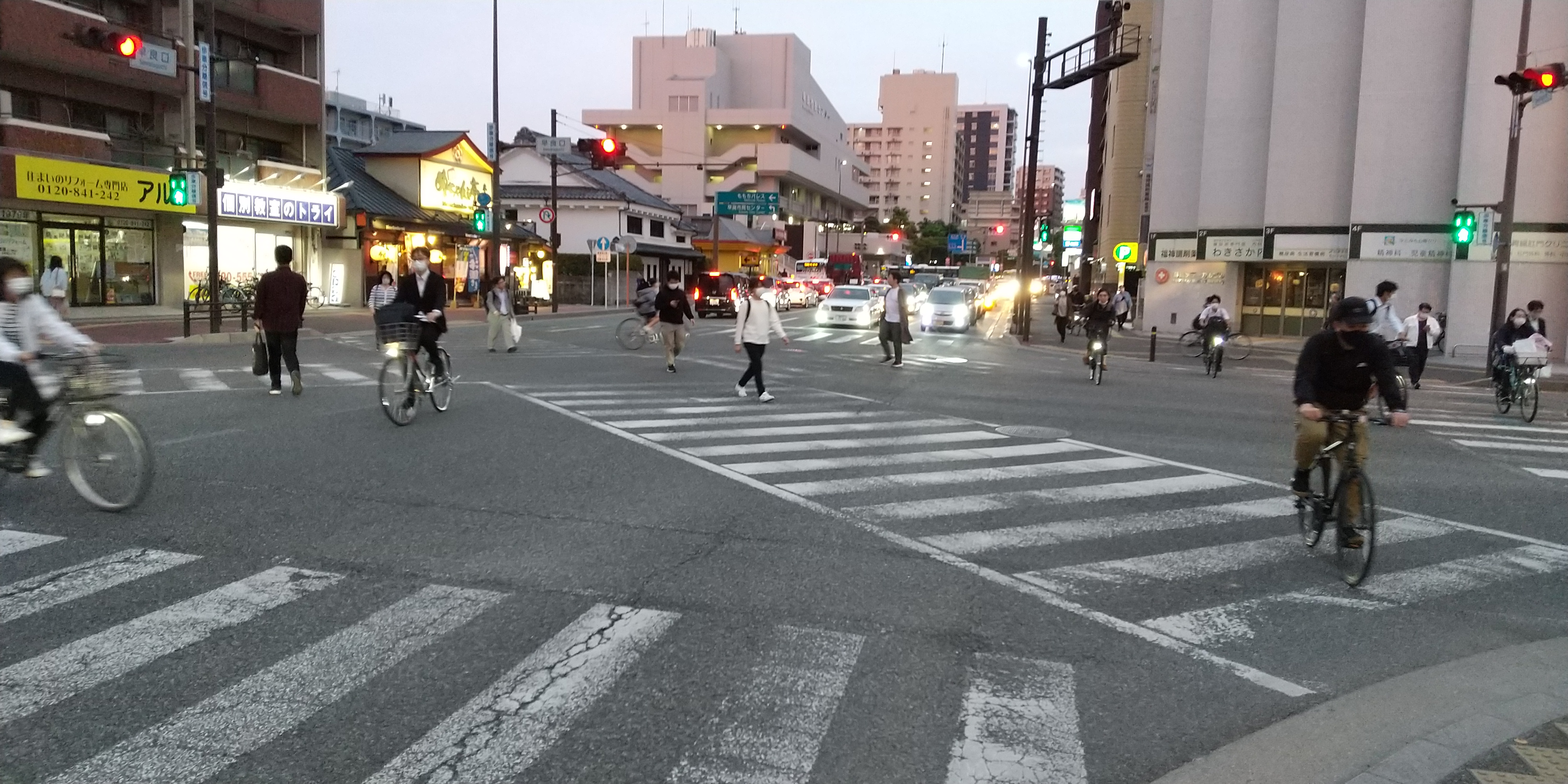
明治通り（早良口交差点付近、左：百道、右：藤崎）
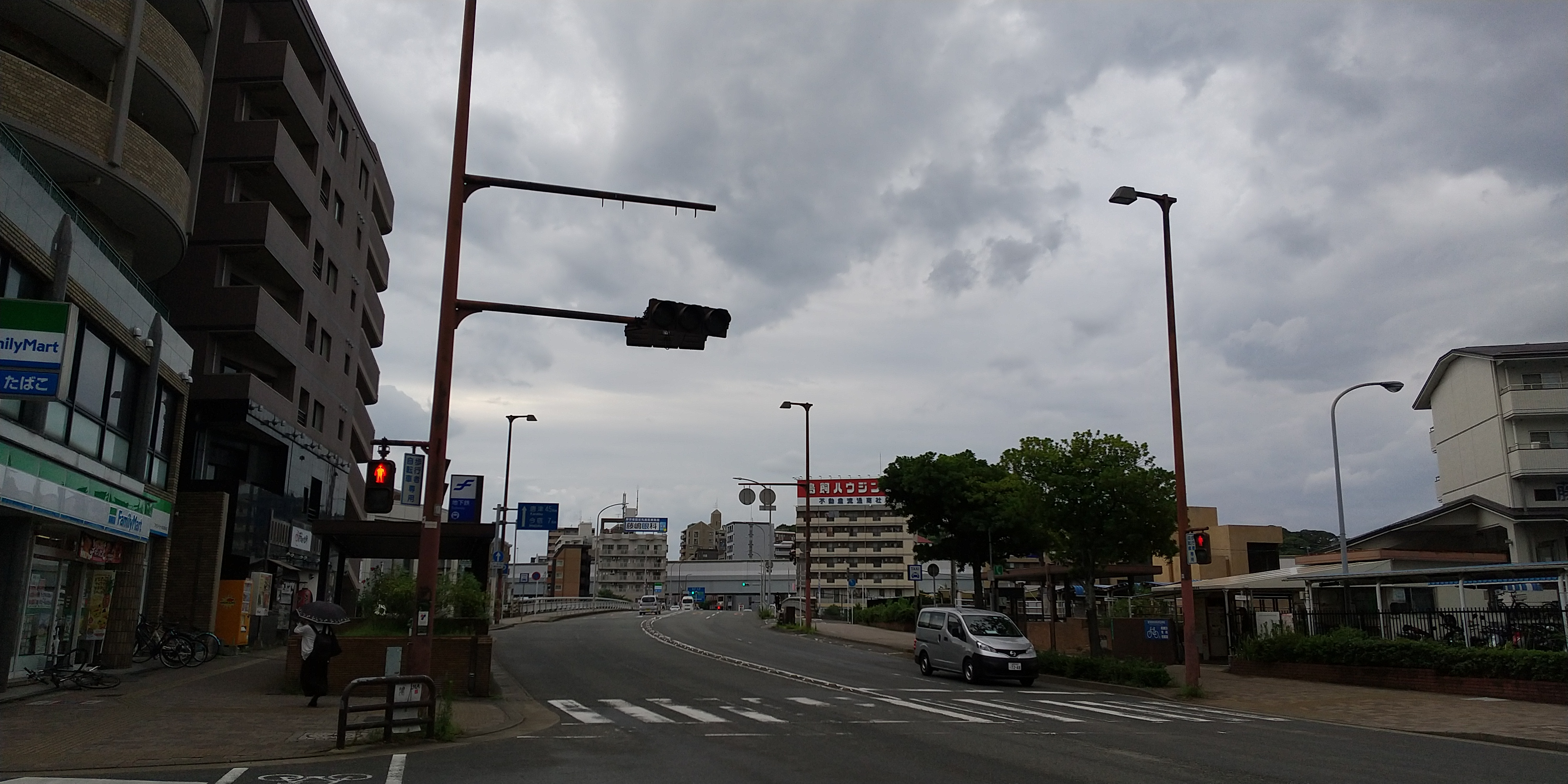
明治通り（室見橋付近）
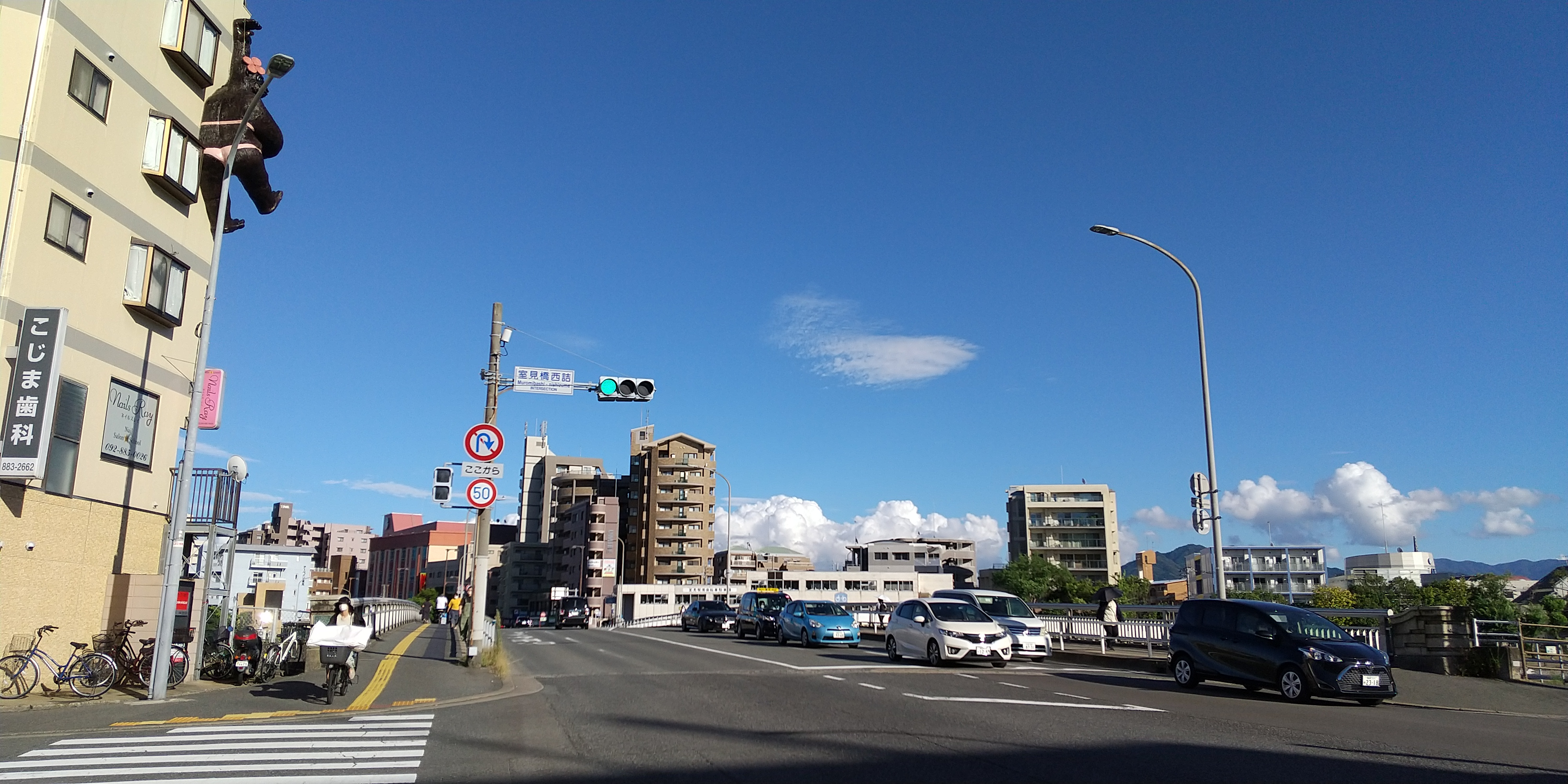
明治通り（室見橋西詰交差点付近、西区愛宕）
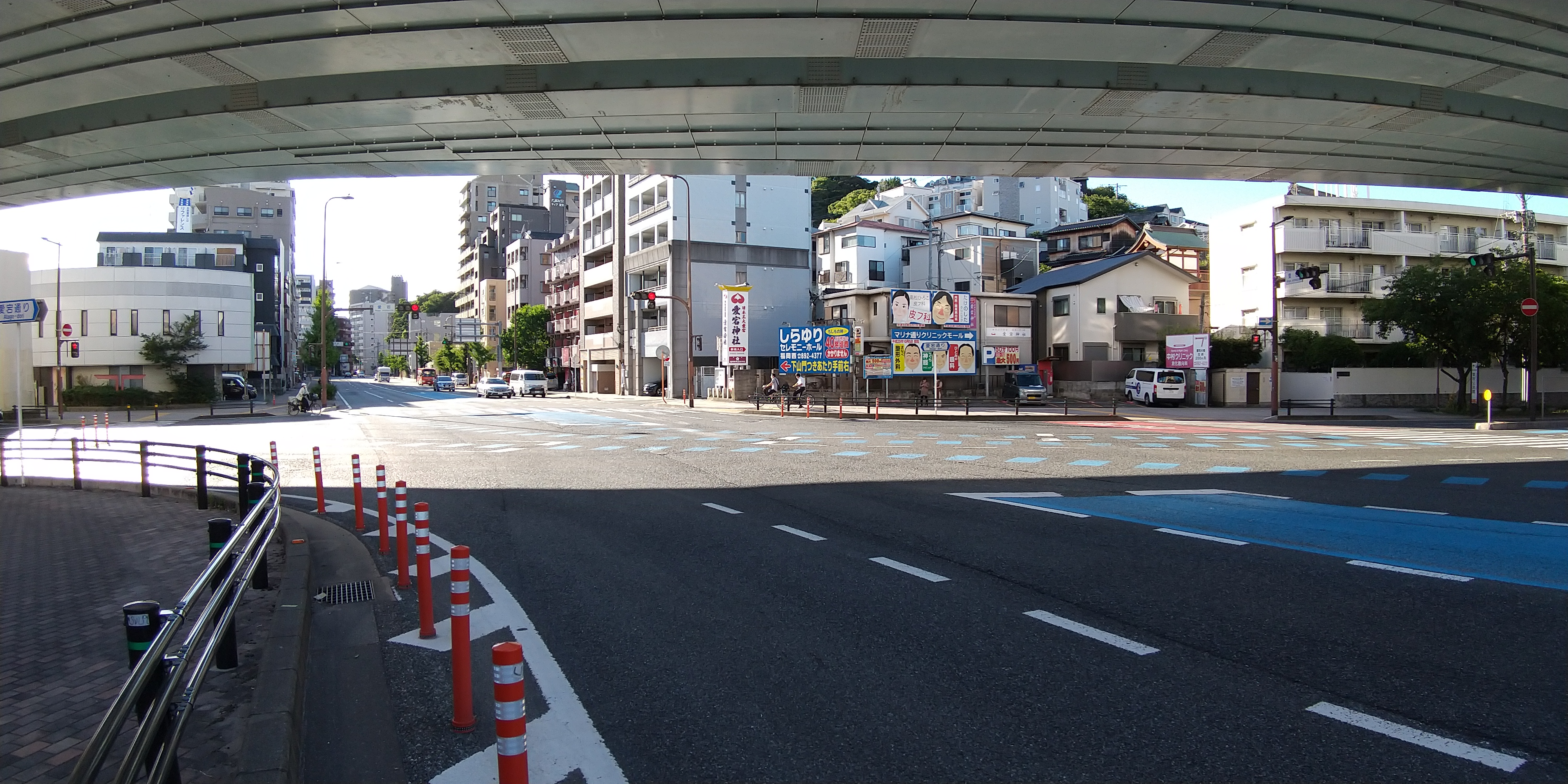
明治通り（愛宕交差点付近）
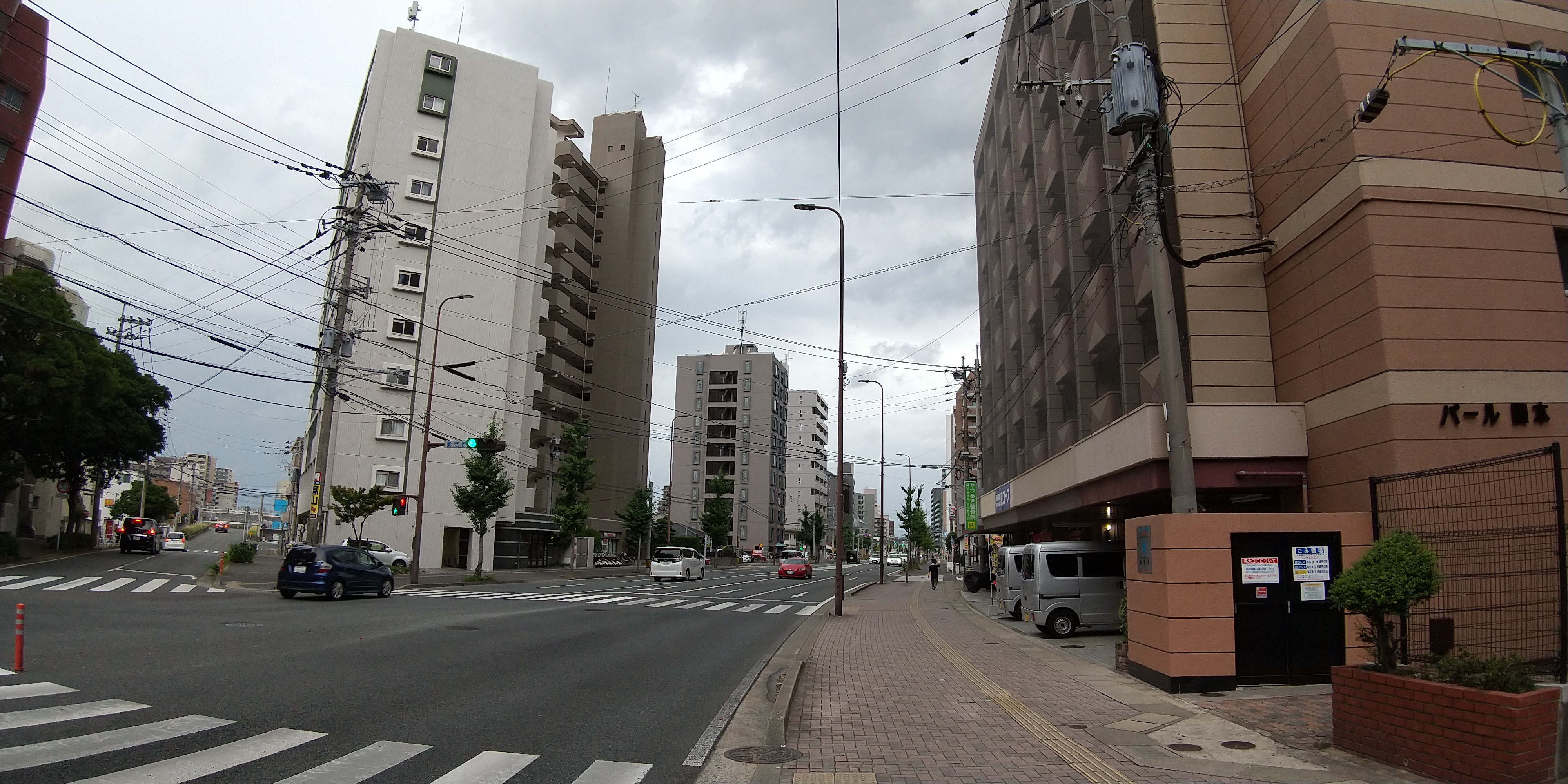
明治通り（愛宕西交差点付近）
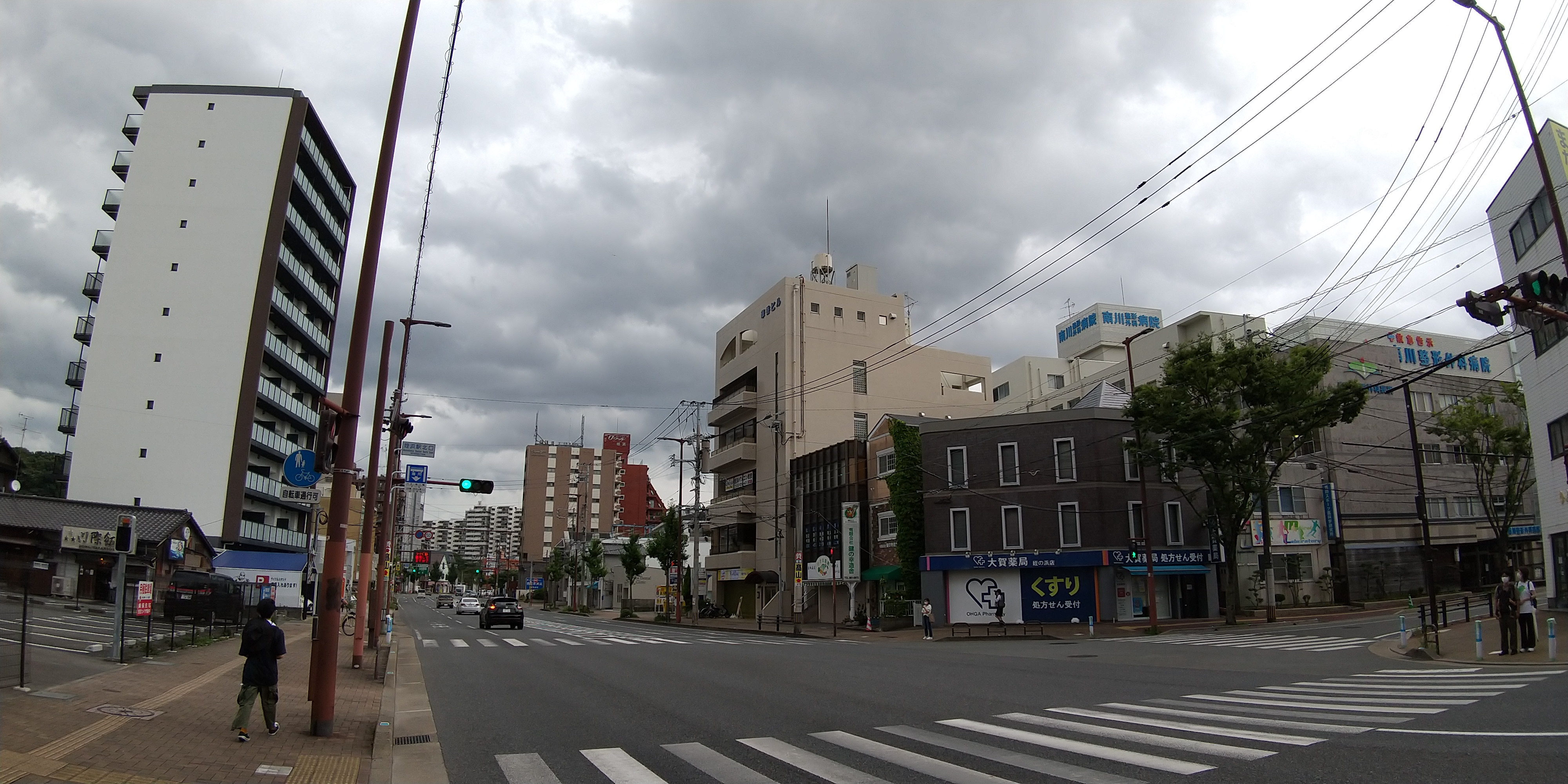
明治通り（姪浜駅北口付近）

### 周辺
荒戸地区周辺は、幾千ものしだれ柳や桜並木がある福岡城址のお堀に沿っており、さらに東に天神のオフィス街や歓楽街である中洲川端地区がある。
博多区
- 呉服町ビジネスセンター
- 呉服町駅
- 博多座（下川端町）
- 博多リバレイン
- 川端商店街
- 中洲川端駅
- 中洲（中洲）

中央区
- 天神
- みずほ銀行福岡支店（旧日本興業銀行福岡支店ビル）
- JTB福岡支店
- アクロス福岡（天神1丁目）
- 福岡ビル（天神1丁目）
- 天神駅
- 天神地下街
- 天神ビル
- 福岡パルコ（天神2丁目）
- 福岡銀行本店（天神2丁目）
- 大名
- 西鉄グランドホテル（大名2丁目）
- 中央区役所（大名2丁目）
- 福岡中央銀行本店（大名2丁目）
- 読売新聞西部本社
- 電通九州
- 赤坂
- 赤坂駅
- 福岡高等裁判所・福岡地方裁判所・福岡簡易裁判所（城内）
- 舞鶴公園・平和台陸上競技場（城内）
- 大濠公園（大濠公園）
- 大濠公園駅
- 唐人町
- 唐人町駅
- 唐人町商店街

早良区
- 西新
- 西新駅（西新三丁目）
- 福岡県立修猷館高等学校（西新六丁目）
- 藤崎
- 早良区役所（百道二丁目）
- 早良市民センター（百道二丁目）
- SAWARAPIA（福岡県立ももち文化センター）（百道二丁目）
- ももち体育館（百道二丁目）
- 藤崎駅（百道二丁目）
- 猿田彦神社（藤崎一丁目）
- 室見駅（室見一丁目）